# 井上清一
井上 清一（いのうえ せいいち、1905年〈明治38年〉7月31日 - 1967年〈昭和42年〉1月8日）は、日本の内務官僚、政治家。参議院議員（2期）、京都市長。

## 略歴
明治38年に富山県婦負郡速星村の多額納税者井上清孝の長男として生まれる。第四高等学校から東京帝国大学法学部政治学科に進学し、在学中の1929年（昭和4年）10月に高等試験行政科試験合格。翌1930年帝大卒業とともに内務省へ入省し、四国地方行政事務局次長、同物価事務局長、京都府警察部長を歴任。
京都府知事木村惇の下で副知事を務めるが、1950年（昭和25年）4月に木村が公職選挙法違反で辞任したことで保守系の推薦で京都府知事選挙に立候補するも蜷川虎三に敗れる。同年6月に第3次吉田内閣の内閣改造で内閣官房副長官となり、1953年の参院選に自由党公認で京都府選挙区から立候補。当選し、2期務めた。この間、石橋内閣と第1次岸内閣で外務政務次官を務め、中東調査会の創設にも関与し初代理事長（1956年 - 1959年）となった。
1965年の参院選には敢えて立候補せず、翌1966年（昭和41年）2月に自由民主党推薦で京都市長選挙に立候補し、当選。第20代京都市長となる。しかし、就任1年を前にした1967年（昭和42年）1月6日、府警察の年頭祝閲式に出席したところ脳血管攣縮症で意識不明となり、脳出血を併発して2日後の同月8日に死去した。61歳没。翌9日、特旨を以て位三級を追陞され、死没日付をもって従五位勲五等から正四位勲二等に叙され、瑞宝章を追贈された。井上の死去に伴う京都市長選挙が同月2月26日に執行され、日本社会党・日本共産党推薦の富井清が当選したため、革新勢に奪取された。

## 家族
- 父・井上清孝 - 富山県多額納税者、富山信託社長、第四十七銀行、山又機業取締役[3]
- 母・たみ - 高広次平 (2代)の娘、高広次平 (3代)の妹[3]
- 妹・敦子 - 俵孫一長男・精一の妻[4]
- 妻・愛子 ‐ 大山巌・渡辺千秋の孫、渡辺昭の妹。甥に渡辺充、姉の夫の父に新村出。[5]